# Джангароведение
Джангароведение — комплексная гуманитарная дисциплина калмыковедения, изучающая калмыцкий эпос «Джангар». Одно из профилирующих научных направлений Калмыцкого института гуманитарных исследований РАН.
В 1966 году при «Калмыцком научно-исследовательском институте языка, литературы и истории» (сегодня — Калмыцкий институт гуманитарных исследований) был создан сектор «Джангара» и джангароведения, целью которого стало изучение калмыцкого эпоса. Источниками научных исследований стали труды дореволюционных и советских монголоведов, а также фонологические записи различных джангарчи. Первым руководителем этого сектора был калмыцкий учёный Анатолий Шалхакович Кичиков.
Одним из результатов работы сектора «Джангара» и джангароведения Калмыцкого НИИЯЛИ стало издание в 1978 году двухтомного научного текста 25 песен эпоса в издательстве «Наука» и научный перевод на русский язык в серии «Героический эпос народов СССР».
В джангароведении различаются следующие исследовательские направления:
1. Текстологическое изучение. Занимается восстановлением текста эпических песен по оригинальным записям и их максимальным приближением к первоначальному источнику.
2. Научный перевод на русский язык. Целью этого направления является издание научных текстов на русском языке, посвящённых эпосу.
3. Эпосоведческое исследование. Занимается исследованиями различных версий эпоса в контексте разных гуманитарных научных дисциплин (мифологическое, историческое, лингвистическое, философское, искусствоведческое и литературоведческое исследование текста).

В настоящее время изучением джангароведения занимается Отдел литературы, фольклора и джангароведения Калмыцкого института гуманитарных исследований РАН.